# Ogbomosho
Ogbomosho város Nigériában, Oyo szövetségi államban. Lakossága elővárosokkal 1,2 millió főnek volt becsülve 2005-ben.
A 17. században alapított, joruba hagyományokat követő törzsi város forgalmas ipari központtá vált. 
Kereskedelmi és élelmiszeripari központ, a környék mezőgazdasági terményeinek (gyapot, dohány stb.) feldolgozója. Jelentős még a textilipara és a lábbelik készítése.
Fő látnivalói közé tartozik a Nagy Mecset és a 17. századi városfal maradványai.

## Fordítás
Ez a szócikk részben vagy egészben  az   Ogbomosho című német Wikipédia-szócikk fordításán alapul.  Az eredeti cikk szerkesztőit annak laptörténete sorolja fel. Ez a jelzés csupán a megfogalmazás eredetét és a szerzői jogokat jelzi, nem szolgál a cikkben szereplő információk forrásmegjelöléseként.
Ez a szócikk részben vagy egészben  az   Ogbomosho című angol Wikipédia-szócikk fordításán alapul.  Az eredeti cikk szerkesztőit annak laptörténete sorolja fel. Ez a jelzés csupán a megfogalmazás eredetét és a szerzői jogokat jelzi, nem szolgál a cikkben szereplő információk forrásmegjelöléseként.